# Beatrix Potterová
Beatrix Potterová (28. července 1866, Kensington – 22. prosince 1943, Near Sawrey, Cumbria) byla anglická spisovatelka, ilustrátorka, přírodovědkyně a ochránkyně anglického venkova.
Veřejnosti je známa zejména jako autorka knížek pro děti: malovala zvířátka v lidském oblečení, aby byla pro děti veselejší. Ke kresbám později psala i pohádky, jako např. v roce 1893 Pohádku o Petru Králíkovi. Je jednou z nejúspěšnějších autorek literatury pro děti všech dob, její knihy se staly světovými bestsellery a byly přeloženy do desítek jazyků.
Mimo to byla přírodovědkyní a expertkou na houby a lišejníky. Její kresby spor hub a stélek lišejníků patří mezi to nejlepší, co mykologie a lichenologie na přelomu 19. a 20. století vytvořila. Přesto neuspěla v žádosti o přijetí mezi studenty Královské botanické zahrady, neboť ženy nebyly zahradou přijímány. Její (dodnes ceněné) mikroskopické ilustrace klíčení spor hub musel před Společností lichenologů prezentovat její strýc sir Henry Enfield Roscoe, neboť jako žena do klubu neměla přístup ani jako hostující přednášející. V roce 1997 vyjádřila společnost Beatrix Potterové posmrtně omluvu za tuto diskriminaci. Z téhož důvodu Královská společnost odmítala publikovat její odborné práce.
Poté, co uspěla jako spisovatelka, začala se věnovat kromě psaní též ochraně anglického venkova. Aby ochránila svůj oblíbený kraj (Jezerní oblast v Cumbrii v Severozápadní Anglii) před likvidací průmyslovými a stavebními společnostmi, věnovala velkou část svého majetku získaného psaním na skupování tamních krachujících hospodářství a pozemků, které pak sama řídila a provozovala.
V roce 2006 byla do kin uvedena její filmová biografie, Miss Potter. Kniha Příběhy králíčka Petra byla předlohou filmu Králíček Petr z roku 2018.

## Díla
- Krejčík z Gloucesteru, 1902
- Pohádka o oříškové veverce, 1903
- Pohádka o Benjamínku Králíčkovi, 1904
- Pohádka o Jeremiáši Rybářovi, 1906

### Knihy přeložené do češtiny
- Flopsík a Chundelatý ocásek. Překlad Marie Majtánová. [s.l.]: Tercia, 1996. 44 s. ISBN 80-967506-3-1.
- Krejčík z Gloucesteru. Překlad Kateřina Hilská. Praha: Aurora, 2000. 72 s. ISBN 80-7299-002-0.
- Příběhy králíčka Petra. Překlad Alena Bezděková. Praha: Pikola, 2018. 64 s. ISBN 978-80-7549-666-9.